# Veliko Tarnovo (oblast)
Veliko Tarnovo (Bulgaars: Велико Търново) is een oblast in het centrale noorden van Bulgarije. De hoofdstad is het gelijknamige Veliko Tarnovo en de oblast telde op 31 december 2019 zo'n 232.568 inwoners.

## Bevolking
Op 31 december 2019 telde de oblast Veliko Tarnovo 232.568 inwoners, waarvan 164.538 in 14 verschillende steden en 68.030 verspreid over 322 dorpen op het platteland. Net als elders in Bulgarije kampt ook Veliko Tarnovo met een intensieve bevolkingskrimp. De meeste plattelandsgebieden hebben in de 21e eeuw een veel kleinere bevolking dan in de periode 1934-1946, terwijl het inwonersaantal in gemeenten met een hoge urbanisatiegraad relatief stabiel gebleven is.
| gemeente Veliko Tarnovo     | 68 166  | 68 761  | 69 456  | 76 021  | 91 162  | 97 981  | 93 796  | 90 432  | 88 670  | 86 516  |
| gemeente Gorna Orjachovitsa | 38 881  | 42 167  | 45 133  | 51 833  | 58 413  | 62 634  | 58 304  | 53 131  | 46 685  | 41 334  |
| gemeente Svisjtov           | 43 870  | 48 637  | 51 693  | 52 098  | 56 264  | 52 779  | 50 177  | 47 629  | 42 734  | 34 312  |
| gemeente Pavlikeni          | 46 611  | 49 679  | 49 118  | 47 606  | 43 191  | 38 601  | 35 238  | 31 312  | 23 869  | 20 605  |
| gemeente Polski Trambesj    | 34 557  | 37 001  | 35 803  | 30 344  | 27 277  | 23 610  | 21 150  | 18 678  | 14 451  | 12 200  |
| gemeente Ljaskovets         | 18 686  | 18 623  | 18 120  | 19 462  | 19 454  | 18 401  | 17 479  | 15 570  | 13 397  | 11 810  |
| gemeente Strazjitsa         | 35 056  | 36 468  | 31 839  | 26 995  | 23 750  | 20 699  | 18 759  | 16 504  | 12 721  | 11 561  |
| gemeente Elena              | 27 209  | 26 676  | 24 870  | 19 213  | 16 546  | 14 722  | 13 581  | 11 339  | 9 434   | 8 389   |
| gemeente Zlataritsa         | 12 463  | 14 328  | 10 994  | 9 176   | 7 491   | 6 316   | 5 855   | 4 948   | 3 991   | 3 641   |
| gemeente Soechindol         | 9 126   | 10 357  | 7 876   | 6 500   | 5 470   | 4 249   | 3 912   | 3 629   | 2 542   | 2 200   |
| oblast Veliko Tarnovo       | 334 622 | 352 697 | 344 902 | 339 248 | 349 018 | 339 992 | 318 251 | 293 172 | 258 494 | 232 568 |

#### Etniciteit en taal
De Bulgaren vormen de grootste etnische groep. In de volkstelling van 2011 verklaarde 90,3% van de bevolking etnisch Bulgaars te zijn. Zij vormen de meerderheid in alle gemeenten, variërend van 73,6% in de gemeente Soechindol tot 94,7% in de gemeente Ljaskovets. De grootste minderheid bestaat uit de Bulgaarse Turken. In 2011 vormden de Turken 6,7% van de totale bevolking. De Turken woonden vooral in plattelandsgebieden verspreid over de hele oblast, maar in de gemeenten Soechindol (18,4%), Zlataritsa (17,3%), Elena (15,3%), Strazjitsa (14,5%) en Polski Trambesj (11,0%) vormen ze een grotere minderheid dan in de rest van de oblast. De Roma vormden een kleine minderheid van 1,6% van de bevolking. Zij waren vooral geconcentreerd in Elena (6,5%), Polski Trambesj (4,0%), Strazjitsa (3,7%) en Soechindol (3,2%). De rest van de bevolking behoorde tot kleinere bevolkingsgroepen of heeft geen antwoord gegeven op de optionele vraag naar etniciteit.
In 2001 was het Bulgaars de moedertaal van 88,2% van de totale bevolking van de oblast. Ongeveer 8,1 procent sprak het Turks en 2,0 procent sprak het Romani als moedertaal.

#### Religie
In 2011 rekende 79,5% van de bevolking zich tot de Bulgaars-Orthodoxe Kerk. Zo'n 5,9% was islamitisch, 1,6% was katholiek en 0,7% was protestants. In de volkstelling van 2001 rekende nog 87,0% van de bevolking zich tot de Bulgaars-Orthodoxe Kerk, circa 8,9% was moslim, 1,1% was katholiek en 0,1% was protestants.

#### Leeftijdsstructuur
De bevolking van de oblast is in een drastische tempo aan het vergrijzen en ontgroenen. Op 31 december 2019 was 23,9% van de bevolking 65 jaar of ouder. Dit percentage is hoger dan het Bulgaarse gemiddelde van 21,3%.

## Gemeenten
| - Elena - Gorna Orjachovitsa - Ljaskovets - Pavlikeni - Polski Trambesj |  | - Soechindol - Strazjitsa - Svisjtov - Veliko Tarnovo - Zlataritsa |

Blagoevgrad · Boergas · Chaskovo · Dobritsj · Gabrovo · Jambol · Kjoestendil · Kardzjali · Lovetsj · Montana · Pazardzjik · Pernik · Pleven · Plovdiv · Razgrad · Roese · Silistra · Oblast Sofia · Sofia-Hoofdstad · Sjoemen · Sliven · Smoljan · Stara Zagora · Targovisjte · Varna · Veliko Tarnovo · Vidin · Vratsa